# Puyo Puyo!! 20th Anniversary
Puyo Puyo!! 20th Anniversary — игра-головоломка, разработанная Sonic Team и изданная Sega. Данная игра была выпущена 14 июля 2011 года на Nintendo DS, на Nintendo 3DS, Wii и PlayStation Portable – 15 декабря 2011 года. Эта игра посвящается 20-летию серии игр Puyo Puyo. В этой игре возвращаются бывшие персонажи, которые были использованы в ранних играх Puyo Puyo: из Puyo Puyo — Ведьма, из Puyo Puyo! 15th Anniversary — Райдер, миссис Аккорд, принц Океана, Донгури Гаеру, Онион Пикси, Ю и Рей.

## Геймплей
Всего в игре 20 режимов игрового процесса, включая 8 новых режимов и 5 скрытых режимов от Puyo Puyo! 15th Anniversary. Кроме в режимах Mission и Pair Puyo, игрок выбывает, когда он / она достигает максимума, и последний оставшийся игрок (или сторона) побеждает в раунде.

### "Pair Puyo"
Режим командной игры два на два. Товарищи по команде делятся Nuisance Puyo и «жизнями» - когда поле одной из команд достигает максимума, доска заменяется новой доской с готовой цепочкой и стоит жизни. Когда все жизни потеряны, команда выбывает, и последняя выжившая команда выигрывает матч.
Вы получаете бонусы за «Дополнительные цепи» (запуск цепи во время цепочки вашего товарища по команде) и «Синхронные цепи» (запуск цепей одинаковой длины (3 или более) одновременно).

### Магазин
Как и "Puyo Puyo Fever 2" "есть магазин, но вместо неэффективных игровых предметов вы можете тратить очки, полученные в различных режимах, на обмен скинов Puyo, альтернативных голосов персонажей и альтернативных костюмов персонажей.